# Геннадій (Левицький)
Архієпископ Геннадій (в миру Іван Львович Левицький); 25 травня 1818, Губівка, Єлисаветградський повіт, Херсонська губернія — 10 (22) лютого 1893) — український релігійний діяч у добу Російської імперії. Управитель старовинного Тверського Жолтикового монастиря, заснованого київськими монахами. Також ректор православних семінарій.
Єпископ Російської православної церкви (безпатріаршої, вікарний єпископ Сумський РПЦ (б).

## Життєпис
За певними переказами, народився в сім'ї болгарина та молдаванки, хоча скоріш за все просто українець.
Після закінчення Херсонської семінарії 17 грудня 1839 р. рукоположений на священика Володимирської церкви Єлисаветграда.
1841 р. — ставши вдівцем, відправився на прощу до Києва, де київський митрополит Філарет переконав його поступити вільним слухачем до Київської духовної академії, а потім зачислив його студентом.
12 лютого 1844 р. — пострижений в ченці.
1845 р. — закінчив курс зі ступенем магістра і був призначений викладачем.
1846 р. — інспектор Херсонської семінарії.
6 серпня 1852 р. — зведений в сан архімандрита.
13 липня 1858 р. — призначений ректором Самарської семінарії.
22 серпня 1859 р. — настоятель Богородицького Задонського монастиря.
10 жовтня 1860 р. — ректор Тамбовської семінарії.
21 серпня 1868 р. — призначений єпископом Сарапульським, вікарієм Вятської єпархії.
22 вересня 1868 р. — хіротонія.
24 червня 1872 р. — переведений на Кинешемське вікаріатство в Кострому.
9 квітня 1883 р. — переведений до Сумського вікаріатства Харківської єпархії.
29 листопада 1886 р. — звільнений на спокій і призначений управителем Тверського Жолтикового монастиря.
Призначення Геннадія до Жолтикового монастиря призвело до занепокоєння Тверського архієпископа Сави. Офіційно Геннадій був звільнений на покій «через слабке здоров'я та похилий вік», але Тверський владика звернувся до всіх, хто знали Геннадія, з проханням повідомити «Заради Бога, яка істина причина звільнення Геннадія з третьої вже вікаріатської катедри». Одні кореспонденти архієпископа називали Геннадія «простим-препростим», «незлим», інші бачили в ньому «умовну» чи «непристойну архірею простоту». Виявилося, що Полтавський архієпископ Йоан «без конвульсій не міг чути про Геннадія», що управляв колись єпархією під час хвороби Йоана. Усі сходилися на тому, що Геннадій «дуже дивакуватий», що «ці дивацтва почасти загострюються і проявляються у такій формі, що якось доктор Геннадія, Денисов, пояснював ці прояви душевною хворобою». Одним із приводів звільнення Геннадія на покій були відвідини Харкова Київським митрополитом Платоном, тому, що харківський вікарій «так невдало тримав себе, що митрополит зробив йому заувагу».
16 грудня 1886 року Геннадій прибув до Жолтикова монастиря і відразу захворів.
21 травня 1891 р. — згідно указу Синоду про перевід Геннадія «через хворобливий стан» у Високогірську пустинь Арзамазького повіту, з призначенням управителем Козловського Троїцького монастиря.
Останні роки Геннадій був розбитий паралічем, однак відмовлявся від медичної допомоги. Помер 10 лютого 1863 о 4-й ранку. Останніми його словами були: «А коли я помру, то за мене, мабуть, помоляться мої учні — адже їх у мене в Тамбовській семінарії було дуже багато». Похований в монастирській Троїцькій церкві.